# Kako se mesi umetnička pogača
„Kako se mesi umetnička pogača“ je dokumentarni televizijski esej u trajanju od 36 minuta, o sestrama bliznakinjama, operskim pevačicama Biljani i Ljiljani Milovanović, reditelja Slobodana Ž. Jovanovića, a u proizvodnji Radio-televizije Srbije 1998. godine.
Vodeći publiku kroz pevačke numere, reditelj se „igra“ činjenicom da su Biljana i Ljiljana sestre bliznakinje i namerno ne otkriva njihov identitet, praveći tako „umetničku pogaču“ u kojoj je umešao operske arije i stare srpske pesme.

## Autorska ekipa
- Reditelj Slobodan Ž. Jovanović
- Adaptacija teksta Slobodan Ž. Jovanović
- Direktor fotografije Vojislav Lukić

## Učestvuju
- Ljiljana Milovanović
- Biljana Milovanović

## Spoljašnje veze
- Kako se mesi umetnička pogača на веб-сајту  (језик: енглески)
- http://www.radiodzenarika.net/index.php?option=com_jportfolio&cat=1&project=463&Itemid=82%5B%5D
- Kako se mesi umetnička pogača (TV esej) на веб-сајту